# Camilo Becerra (cineasta)
Camilo Becerra (Santiago, 1981) es un cineasta chileno.

## Biografía
Nacido en Santiago, Becerra estudió guion y dirección en la Universidad Arcis y trabajó en proyectos para los canales chilenos Canal 13 y Vía X.
Fue asistente de dirección en el cortometraje «2 horas» (2009), dirigido por Alberto Fuguet, y dirigió el documental «Esperando México» en 2008.
En 2009, estrenó su primer largometraje, «Perro muerto», el cual fue elegido la mejor película en el WIP del Festival de Santiago de Chile. Al año siguiente, fue elegida Mejor película chilena en el Festival Internacional de Cine de Valdivia 2010.
En 2018, junto a Sofía Paloma Gómez, codirigió el largometraje «Trastornos del sueño», estrenado en el Festival de Cine Sanfic de ese mismo año.  En 2024, nuevamente junto a Gómez, codirigió el largometraje «Quizás es cierto lo que dicen de nosotras», inspirado en el caso policial de Antares de la Luz, y que estuvo entre los films preseleccionados para representar a Chile en los Premios Oscar 2025.
En 2025, Variety informó que Becerra comenzó a trabajar con Storyboard Media en la adaptación cinematográfica de la novela «El cielo que pintamos», de la escritora chilena Carmen Galdames.